# Saint-Amand-de-Belvès
Saint-Amand-de-Belvès è un comune francese soppresso della Dordogna nella regione dell'Aquitania-Limosino-Poitou-Charentes. Dal 1º gennaio 2016 si è fuso con il comune di Belvès per formare il nuovo comune di Pays-de-Belvès di cui è divenuto comune delegato.

## Società

### Evoluzione demografica
Abitanti censiti